# Euodynerus alvarado
Euodynerus alvarado är en stekelart som först beskrevs av Henri Saussure 1857.  Euodynerus alvarado ingår i släktet kamgetingar, och familjen Eumenidae. Utöver nominatformen finns också underarten E. a. safranum.